# ويليام تي كولي
ويليام تيودور كولي (بالإنجليزية: William Theodore Cooley) (ولد في 4 فبراير 1966) هو ضابط متقاعد في القوات الجوية الأمريكية، شغل سابقًا منصب قائد مختبر أبحاث القوات الجوية الأمريكية (AFRL). عُرف كأول جنرال في تاريخ القوات الجوية يُحاكم عسكريًا أمام محكمة عسكرية عامة، وهي سابقة في تاريخ المؤسسة العسكرية الأمريكية.

## المسيرة العسكرية
التحق كولي بسلاح الجو الأمريكي في عام 1988، وخدم في عدة مواقع قيادية وتكنولوجية، كان أبرزها توليه قيادة مختبر أبحاث القوات الجوية، وهو الذراع البحثي الأساسي لتطوير الابتكارات العسكرية في القوات الجوية الأمريكية. تولى قيادة المختبر في فترة حساسة تتعلق بتطوير أنظمة الذكاء الاصطناعي والطاقة الموجهة.

## قضية المحكمة العسكرية
في عام 2020، تم إيقاف كولي عن منصبه بعد ورود اتهامات بسلوك جنسي مسيء (abusive sexual contact) بحق إحدى النساء. وبعد تحقيقات مطولة، وُجهت إليه اتهامات رسمية وتمت محاكمته عسكريًا في محكمة عسكرية عامة (General Court-Martial).
في أبريل 2022، أُدين كولي بتهمة واحدة تتعلق بالتحرش الجنسي القسري. وبناءً على هذه الإدانة، قرر وزير القوات الجوية فرانك كيندال تخفيض رتبته من رتبة لواء (Major General) إلى عقيد (Colonel)، وهي رتبة ضابط ميداني. وقد تقاعد من الخدمة برتبة عقيد في وقت لاحق من العام نفسه.